# Блашковићи (Кршан)
Блашковићи (итал. Boscosello) је насељено место у саставу општине Кршан у Истарској жупанији, Хрватска. До територијалне реорганизације у Хрватској налазили су се у саставу старе општине Лабин.

## Становништво
Према последњем попису становништва из 2011. године у насељу Блашковићи живело је 149 становника.
| година пописа  | 1857 | 1869 | 1880 | 1890 | 1900 | 1910 | 1921 | 1931 | 1948 | 1953 | 1961 | 1971 | 1981 | 1991 | 2001 | 2011 |
| бр. становника | 0    | 0    | 225  | 244  | 270  | 263  | 0    | 0    | 229  | 248  | 229  | 207  | 176  | 130  | 148  | 149  |

Напомена: У пописима 1857. 1869. 1921. i 1931. подаци су садржани у насељу Кршан. Као насеље исказује се од 1948.